# 정치적 무관심
정치적 무관심(政治的 無關心, 영어: political apathy)은 정치적인 사건이나 운동에 대한 공적이거나 개인적인 무관심을 말한다. 해럴드 라스웰과 데이비드 리스먼에 따르면 정치적 무관심은 몇 가지 유형으로 나누어 볼 수 있다. 무당파적 지향을 가진 사람들을 정치적으로 무관심하다고 간주하기도 하나, 엄밀히 말해서 정치적 무관심과 정당에 대한 무관심이 일치하는 개념은 아니다.

## 개요
현대 대중사회 이론은 인간이 반드시 정치적 동물인 것은 아니라고 밝힌다. 보통선거권의 부여가 대중으로 하여금 모두 정치에 참여케 하는 것은 아니다. 어떤 사람들은 정치에 관심을 갖지 않는다는 것이 사실이다. 정치에의 참여와 이에 대한 무관심은 오늘날 많은 사회과학자들의 분석 대상이 되고 있으며 이 현상의 원인에 대한 규명도 널리 진행되고 있다.
정치사회를 계층화 한다면, 아래와 같이 구분된다.
1. 권력층,
2. 권력 추구층,
3. 정치적 계층,
4. 비정치층 혹은 정치적 무관심층

먼저 세 계층은 정치적 결정작용에 심리적으로 혹은 행동적으로 간여하고 있는 사람들로 구성되는 반면, 비정치층은 정치과정의 전반에 대해서 관심을 갖지 않거나 반감을 가진 사람들로 이루어진다. 대부분의 서구 민주주의 국가에 있어서 대중의 정치참여도는 그리 높지 않다. 정치에 관심을 나타내는 부분은 모든 시민을 포함하는 것은 아니다. 선진 민주주의가 정착된 여러 나라에서도 많은 시민들은 정치에 무관하거나 수동적이다. 정치적 무관심은 개개 민주주의국에 따라 그 도의 진폭이 다르지만 이는 거의 보편적 현상이 되고 있다. 인간은 정치체제 안에서 살고 또 살아야 하더라도 반드시 정치생활에 참여한다는 것은 아니다. 
정치적 무관심은 플러스와 마이너스의 두 측면을 고려하는 경우에 우리들은 민주주의와 정치적 무관심 또는 그 반대로 정치참가와의 관계를 단순히 못박아서는 안 된다는 것을 이해할 수 있을 것이다. 모든 참가가 그대로 정치적 선(善)이라는 것도 아니지만 모든 무관심이 그대로 정치적 악(惡)이라고 하는 것도 아니다. 오히려 문제는 무관심의 양(量)과 질(質)의 문제가 된다. 정치적 무관심을 구체적 실증적으로 어떻게 무엇으로 재는가 하는 데 이르게 되면 여러 가지 곤란한 문제가 나온다. 예를 들면 보통 무관심의 표현으로 되는 선거시의 기권율과 또는 일반 여론조사시의 DK(Don't Know)의 퍼센티지에 내보아도 우리나라의 경우에도 정치의식이나 지식이 더욱 높아 DK가 보다 적다고 하는 도시에서 보다 많은 기권수를 나타내므로 기권율은 무관심의 정도를 나타내는 것보다 오히려 정치적 동원율을 나타내는 것이라고도 생각되는 것이다.
또 DK의 퍼센티지를 관해서도 공산국가는 0에 가깝다고 말하고 있다. 그렇다고 해서 그것을 상찬(賞讚)할 것인가 하는 점에서 어떤 논자는 그것은 '무관심으로 있을 수 있는 자유'조차 인정치 않는 좋지 못한 정치주의로서 경우에 따라서는 그것은 일종의 정신적 고문이 될 수도 있다는 해석을 내리고 있다. 그러니까 정치적 무관심의 문제는 이것을 추상적인 이론으로서 전개하는 것은 상당히 진보되어 있다고 해도 그 나란 실정에 따라서 이것을 정확히 측정한다고 하면 지금 더욱 불완전한 수단밖에 갖고 있지 않다.
그러므로 무관심의 질(質)의 문제에 대해서는 더욱 파악이 곤란하게 된다. 민주주의에 있어서 무해(無害)한 것 따라서 허용할 수 있는 또는 인정하지 않을 수 없는 무관심이란 것은 필요로 하는 정치적 관심과 표리를 이루고 상호간에 변증법적인 결합을 이루고 있는 것이라고 말할 수 있을지 모르겠다. 실존적 무관심은 바로 이러한 성격을 갖는 것으로서 그 구조가 더욱 명확해지지 않으면 안 된다. 
민주주의의 이론에 의하면 린제이(1879년-1952년：영국의 정치학자)가 말한 바와 같이 정치는 결국 우리 인생에 있어서는 제2의적(第二義的)인 것일 뿐이다. 따라서 그것은 우리 인생에 있어서는 다른 것에 보다 중요한 영역이 존재한다고 하는 것이고 그 영역에 대한 관심은 정치에의 관심을 최고의 의무로 하는 것을 거부할 수 있을 것이다. 즉 민주주의의 이론은 그자신 속에 정치제일주의를 경계하고 정치적 무관심을 허용하는 싹을 내포하고 있다고도 할 수 있는 것이다. 정치적 무관심이 그 사회가 잘 되어 가고 있다는 징조이며 긴급한 해결을 요하고 있는 근본적 문제의 결여를 나타내고 있는 것이라면, 우리들은 오히려 정치사회의 정상성(正常性)의 지표로서 환영해야 될 것인지도 모른다. 정치적 무관심이 현대사회에 있어서 자기소외의 징후이고 그 결과라고 할 수 있는 경우에만 우리들은 인간을 자기 소외에서 해방하여 진실로 사람답게 하기 위한 싸움의 일환으로서 정치적 무관심을 공격의 대상으로 하지 않으면 안 되는 것이다.

## 정치적 무관심의 요인
현대형의 무관심은 정치에 대한 지식을 풍부히 갖고 있는데도 불구하고 의식적으로 정치에 무관심하며 사적 생활에로 도피하려는 것과 같은 무관심이다. 정치적 무관심은 1차 세계대전 이후로부터 생겼는데, 19세기 자유주의자는 대체로 일반민중의 정치적 무관심과 수동성은 그들이 정치에 참여할 수 있는 권리와 기회를 갖지 못하는 데서 생겨진 것이므로, 선거권을 확대시키는 한편 교육을 통한 계몽을 단행하며 자연히 일반민중은 정치적으로 자각하게 될 것이며 또한 적극적으로 정치적 활동도 할 수 있을거라 생각했지만 현실은 선거권의 확대로 인해 일반민중으로 하여금 정치적인 무관심과 수동성을 가져왔다. 현대사회에 직접적인 정치적 무관심의 요인으로는 다음과 같다.
1. 현대 정치과정의 복잡화: 현대시대의 정치과정의 복잡화는 대중에게 무력함이나 소외감을 갖게하였다. 자신들의 생활에 중요한 정치적 결정임에도 불구하고, 참여할 수 없음이 일종의 무력감으로 다가 오게된다.
2. 분업에 따른 각종피로와 생각의 수동화: 현대시대 사회내부에서 보이는 각종 분업은 정치적 무관심을 가져오게 한다. 분업으로 인해 똑같은 일을 기계적인 반복은 심신의 피로함을 제공하여, 직장 밖에서의 충분한 휴식을 요구한다. 또한, 분업은 창의적인 생각을 할 여유가 없어 생각이 점점 수동화 된다.
3. 대중매체에 의한 마취적 기능: 현대의 다양한 대중매체와 대중오락의 발달은 정치적 무관심을 가져오게 한다. 이른바 3S(screen, sports, sex)정책은 대중의 관심을 비정치적 영역으로 돌림으로써 정치적으로 무관심케 하려는 정책이었다.
4. 삶의 질 향상: 소비경제체제가 번영함으로써 삶의 질도 상승하며 불만의 여지가 없어지면서, 정치와 같은 공공의 문제에 대해 무관심하게 된다는 것이다.

## 무정치적 태도·탈정치적 태도·반정치적 태도
정치에 대한 태도를 해럴드 라스웰(H. D. Lasswell, 1902년-1978년：미국의 정치학자)은 무정치적 태도·탈정치적 태도·반정치적 태도의 셋으로 구별했다. 
1. 무정치적 태도(無政治的態度,emipolitical)라는 것은, 정치에 대해 가치를 인정치 않고 오히려 예술과 과학 등의 영역에서 얻을 수 있는 보수와 가치의 편이 정치에서 얻는 그것보다 귀하다고 생각하는 경우 정치에 참가하든가 관심을 보이든가 하지 않는다는 태도이다.
2. 탈정치적 태도(脫政治的態度,nonpolitical)라고 하는 것은 정치에 대한 요구와 기대가 크다고 하더라도 그것을 실현하는 수단과 영향력이 모자라기 때문에 환멸을 느끼고 따라서 정치에서 탈락 내지 인퇴(引退)한다고 하는 태도이다.
3. 반정치적 태도(反政治的態度,unpolitical)는 무엇인가의 종교적·도덕적·사상적인 입장에서 정치에 반대하고 이것을 부정하는 입장으로서 이러한 경우에는 오히려 정치에 대하여 부정적인 관심이 되어서 나타난다. 이것에 대하여 무정치적 및 탈정치적 태도는 정치적 무관심의 형태를 취한다고 보겠다.

## 정치적 무관심의 형태에 따른 분류
교육 수준이 향상된 선진산업사회에서 대중의 정치적 무관심이 편재하고 심화하는 원인은 복합성을 지닌다. 
제각기 원인의 특징에 따라 정치적 무관심의 형태로 내용을 분류하면 다음과 같다. 

### 전통형 무관심(傳統型無關心)
정치문제가 자기에게는 이질적인 것이며, 정치는 높은 사람만이 하는 것이라고 생각해서 처음부터 정치를 권력자·지배자의 일이라고 생각하고 정치에 관심을 보이지 않는 태도가 전통형 무관심이다. 특히 여성에게는 정치가 남성의 특권이라고 생각하게 되고, 하류층에 있어서는 정치는 상류층의 책임이라고 간주된다. 이처럼 '정치는 타인의 일이다'라고 생각하는 태도를 데이비드 리스먼(D. Riesman, 1909년-2002년：미국의 사회학자)은 '전통지향형의 무관심'이라고 규정한다. 
이 무관심의 배후에는 권력에 대한 고도의 충성과 복종심이 정치적 사회화의 과정에 의해서 양성되어 있다는 것에 주의하지 않으면 안 된다. 더욱이 거기에는 권력자는 항상 서민층(일반국민)의 일들을 생각해서 고생해 준다고 하는 권력자 자신의 생각이 커지고 있다. 이러한 태도의 현대판은 전문가 과신에서 오는 무관심에서 볼 수 있다.
즉 정치는 정치가에게 맡겨 버리면 되고 우리는 말참견을 할 필요도 없다는 태도에서 오는 무관심이다. 이러한 사람들은 정치가를 뽑는 선거만은 투표하지만 다음은 일체 무관심하게 되어 투표가 무관심의 은폐나 구실에 불과하다. 예를 들면 일본의 농촌 등지에서는 투표율에 있어 도시보다 훨씬 높으나 정치적 관심도에 있어서는 그 반대가 되는 결과가 보인다. 따라서 투표라고 하는 정치참가와 정치적 관심의 도수는 반드시 평행하지 않다.

#### 신뢰형 무관심(信賴型無關心)
개인의 참여 없이도 정치적 결과가 만족스럽다고 여길 때 사람들은 정치에 관심을 갖지 않는다고 로버트 달(R. Dahl)은 주장한다. 어떤 정치적 결정이 중대하다고 믿음에도 불구하고 한 시민은 그 결과가 좋을 것이라고 자신을 갖게 되면 그 결정에 간여하지 않게 되는 수가 있다. 자기의 정치적 효율성에 대해서 자신이 없을 경우 정치에 참여하지 않는 것처럼, 정치체제 안에서 이루어지고 있는 결정작성의 공정성과 그 정통성에 대한 깊은 신뢰는 개인의 정치참여를 불필요하게 만들 수 있다. 그러나 정치적 혹은 경제적 불안이 야기되면, 무관심했던 시민들은 다시금 정치나 사회운동을 통해서 사태의 개선을 기도하게 된다. 번영기에는 유권자의 정치참여율이 감퇴하나 경제적 불황기에는 상승한다는 것이 미국사회에서 볼 수 있는 현상이다.

#### 무정치형 무관심(無政治型無關心)
다른 인간적 활동에서 기대하는 보수에 비해서 정치적 간여에서 얻는 보수를 낮게 평가하는 경우 사람들은 정치에 개입하지 않게 된다고 라스웰과 달은 주장한다. 예를 들면 예술이나 과학과 같은 활동에 대한 높은 평가는 권력에 대한 무관심으로 결과될 수 있다. 많은 사람들에게는 정치활동이 수입과 안정 그리고 흥미면에서 얻는 것이 멀고 애매하다. 사람들은 직접적이고 구체적인 결과를 바라는 경향이 크기 때문에 정치적 간여로 치르는 대가는 너무나 크다고 여겨지기 쉽다. 무정치적 무관심은 인간이 본능적으로 합리적인 시민이 아니라는 것을 설명해 준다고 로버트 달은 말했다. 인간의 가장 큰 욕구와 가장 강력한 만족감은 생리적이고 생물적인 충동과 욕구, 그리고 욕망이라고도 말할 수 있을 것이다. 고통과 불편을 피하려는 욕구와 성욕, 애정, 안정에 대한 욕구는 본래적이며 지속적이다. 이러한 제 욕구의 신속한 충족의 수단은 일반적으로 정치생활의 밖에서 찾아 볼 수 있다.

### 현대형 무관심(現代型無關心)
현대형 무관심은 두 가지 점에서 전통형 무관심과 다르다. 
1. 근대 이후의 민주주의 이론에 의해서 모든 시민이 정치에 관심을 가지고 정책결정에 무엇인가의 형태로 참가하는 것이 도덕적 전제이며 시민 본분으로 되어 있는데도 불구하고 거기에 현상(現象)으로서 볼 수 있는 무관심이라는 점에서 그러한 전제가 없던 사회에서의 무관심하고는 다르다.
2. 현대사회의 구조와 특질 그 자체가 무관심을 조장한다고 하는 것에 의해서 나타난 무관심이라는 점에서 그것은 전통형과 다르다. 즉 소위 대중사회라든가 대중 소비사회라고 불리는 현대사회의 사회학적 특질과 그러한 사회에 살고 있으면서 특수한 심리병리적 성격(心理病理的 性格)을 발달시키는 개인의 심리학적인 특질이 어울려 정치적 무관심을 증대시키고 있다고 하는 의미로서 그것은 현대형인 것이다.

#### 탈정치형 무관심(脫政治型無關心)
탈정치형 무관심 또는 굴절적 무관심(屈折的無關心)이라 불리는 것은 본래 강렬한 정치적 관심이 존재했었는데도 불구하고 정치에 대한 요구와 기대가 뜻대로 실현되지 않기 때문에 환멸을 느끼고 그로 인해 정치적 관심이 얕아져 버린 경우를 가리킨다. 
굴절적 무관심이라는 말에는 본래의 관심이 꺾어지고 삐뚤어져서 무관심으로 전화(轉化)하고 있다고 하는 의미가 포함되어 있다. 그러므로 이러한 굴절적 무관심은 일정한 조건이 구비되어 굴절의 원인을 제거해 주면 단연 또다시 정치적 관심으로 되돌아오는 가능성이 있다. 그런 의미로 이 굴절형은 처음부터 무관심과 구별되지 않으면 안 된다. 굴절형 무관심은 실존적 무관심과 더불어 일종의 잠재적 관심이라는 것에 주의할 일이다.
해럴드 라스웰은 정치적 영향력의 행사에 있어서의 기대충족의 좌절로 개인의 정치적 활동의 감퇴를 초래한다고 말한다. 미국 사회에서 실시된 경험적 조사에 의하면 개인의 정치적 효율성과 그의 정치참여도간에는 뚜렷한 관련성이 존재한다. 
정치적 사건에 영향을 미치는 자기의 능력에 대해서 비관하는 사람들은 그들이 하는 것과는 관계가 없기 때문에 이를 피한다고 로버트 달은 설명한다. 유권자들은 때때로 그들의 한 표가 투표결과를 좌우할 수 없다고 느끼기 때문에 기권하게 된다. 이 탈정치성은 정치적 소외로 특정지을 수도 있다. 여기에서 말하는 소외는 통합에 대한 반대 개념으로서 정치체제로부터 소원해 나가는 의식현상을 가리킨다. 정치인들의 행동에서 볼 수 있는 무규범성이든가 정치과정에 있어서의 개인이 비효율성은 정치적 소외로 표현되기 쉽다. 
개인의 정치지식과 정치현실간에 불일치가 존재하는 경우, 정치체제로부터의 소원과 이에 대한 반감이 야기된다. 정치적 소외는 개인으로 하여금 기존체제에 대한 부정적 태도를 형성케 함으로써 때로는 무정부적인 파괴행동으로까지 이끌게 한다. 체제로부터의 인퇴를 소극적인 정치적 소외라고 한다면 체제에 대한 공격적 태도는 능동적 소외라고 일컬을 수 있을 것이다. 정치적 혹은 경제적 혜택을 박탈당한 시민들은 투표를 통해서 또는 과격한 경우에는 체제의 전복을 기도함으로써, 권력자에 대한 불만을 표시한다. 소외된 시민들은 사회가 권력자와 무력자와의 양극으로 분리된다고 믿는다. 한편 소극적 소외는 권력과의 일방적인 정치적 결정을 지속시키고 조장하게 된다. 대중의 소외는 현상유지를 허용케 하고 권력의 폭력화를 가능케 한다. 

#### 사생활화형 무관심(私生活化無關心)
현대사회는 복잡하고 전문화가 진행됨에 따라서 사회전체를 깊이 주목하든가 혹은 어느 문제를 사회 전체와의 관련에서 파악하든지 하는 일은 점점 곤란해졌다. 거대한 조직과 기구가 우리들의 무력함과 연약함을 맛보인다. 이러한 거대사회안에 있어서 우리는 자칫하면 사생활의 도피를 계획한다. 현대사회의 사막(砂漠) 속에서 사생활은 오아시스가 된다. 그래서 사생활에 대한 관심은 사회전체에 대한 무관심과 비례하기에 이른다. 사생활에 의한 조그마한 행복이 계속되는 한 사람은 정치나 국가의 추세에는 무관심해진다.
그는 사생활에 직접 관계가 있는 이해에는 민감해도 그 이외의 보다 공공적인 이익과 문제에 관해서는 그다지 관심이 없다. 예를 들면 술이나 담배의 값이 올라가는 데는 민감하게 반응을 보이나 선거법의 개정이나 대외원조의 문제에 관해서는 아무런 관심도 보이지 않는다. 즉 이러한 사생활화형의 무관심에 인정되는 것은 일상적 이해에 관한 수익자적(收益者的) 관심 뿐이다. 신변의 이익이나 눈앞의 이익에만 민감한 관심은 그러한 이해관계에 따라서만 정치행동을 일으킬지 모르나 그 경우에는 인식보다는 정서의 편이 지배적이 되고 앞뒤를 가리지 않는 '단락형(短絡型)'의 정치행동에 빠지기 쉽게 된다. 더욱 이러한 형의 관심에 대해서는 조작이 극히 용이하다.
즉 확실한 모양을 갖추어서 눈앞에 이익을 제공함으로써 수익자(收益者)의 감각을 만족시켜 주면서 한편으로 눈치채지 않게 긴 안목으로 결정적인 불이익이 되게 하는 중요한 정치적 결정을 행하는 경우가 있다. 이것이 소위 '회유와 강압'의 정책으로서 사생활화형 무관심의 경우는 쉽게 그 희생이 되기가 쉬운 것이다.

#### 소비형 무관심(消費型無關心)
소비형 무관심이라 불리는 것은 사생활화형 무관심과 극히 가까운 관계에 있다. 왜냐하면 사생활에 대한 관심은 동시에 소비와 레저에 대하는 관심이기 때문이다. 현대사회는 점점 대량소비의 사회로 발전되어 왔다. 사적 생활의 행복은 소비의 증대가 가져오는 풍부한 환상과 위신의 만족에 의존한다. '정치적인 소외감'은 쉽게 경제적인 충족감에 의해 메꾸어지고 대중사회의 불안감은 대중오락의 기분풀이로 해소된다. 오락도 레저도 모두 대량소비와 연결되어 있다. 그래서 '악화가 양자를 구축한다'고 하는 경제학의 명제(命題)에 따른다면 '정치라고 하는 경화(硬貨)'는 '대중오락이라는 지폐'의 남발에 의해서 구축되기에 이른다.
정치적 쟁점을 둘러싼 투쟁은 체면과 위신을 둘러싼 경쟁으로 바꿔지고 있다. 현대인에 있어서는 욕구의 인스턴트한 충족이 행복의 대명사가 된다. 그러므로 에리히 프롬(1900년-1980년：미국의 정신분석학자·사회학자)이 말하는 것과 같이 '욕구 불만이 없다는 것'이 현대인이 자기의 동일성을 끊임없이 확인해 가기 위한원리로 된다. 거기서 인간은 단순한 '욕망과 충족의 체계'로 빠진다. 더욱이 그 욕망은 선전과 광고에 의해서 인위적으로 만들어진 욕망일 경우가 많고 우리들이 무엇을 바라고 있는가를 현대의 '숨은 설득자'는 우리들의 마음의 심층(深層)에 스며들어 의식하지 못할 만큼 살짝, 그러나 거부할 수도 없을 만큼 강력하게 알려준다. 그리하여 사람들이 소비에 몰두하면 할수록 이해하기 힘든 정치에 대해서는 무관심하게 된다. 그것은 정치는 현대인이 구하는 인스턴트한 욕망의 충족에는 해당되지 않기 때문이다.
현대사회의 이러한 무관심은 정치권력, 경제권력에도 좋은 기회이므로 이러한 소비형 무관심을 조출(造出)하는 것에 공동공작을 하고 있다고도 말할 수 있겠다. 정치권력과 경제권력은 상호간에 손을 잡고 더욱 매스 미디어를 가지고 소비형 무관심을 조장하여 이 무관심을 지레로 하여 대중조작을 활발히 진행하게 된다. 현대형의 무관심은 무엇이나 사생활화형과 소비형에서 머무는 것이 아니다. 현대사회에 놓인 생활의 단편화·세분화에 따라서 전체적 시야를 갖는 것이 점점 곤란해지면 곤란해질수록 자기의 좁은 영역에 틀어 박혀서 무엇인가에 몰두하고 정치적 무관심을 그 결과로서 초래하는 일이 많아진다. 거기에 사람은 정치에 시간과 에너지를 투입하여도 그 효과가 적고 따라서 자기의 정치적 효율이 나쁜 것을 알고 정치 이외의 영역에서 얻어지는 가치와 보수가 높다고 믿는 경우에는 자진해서 정치에 관심을 보이지 않게 된다.

#### 실존적 무관심(實存的無關心)
'정치에 정신을 팔고 있다'라고 하는 것도 하나의 정치적 자기소외의 표현이 될 수 있다. 정치적 무관심도 정치적 자기소외의 표현일 경우가 많다. 그러나 정치적 자기소외가 아닌 정치적 무관심도 생각할 수 있다. 즉 무관심으로 있어도 관계없고 무관심으로 있을 수 있는 한은 무관심이지만 무관심으로 지나쳐 버릴 수가 없는 문제가 일어났을 때는 단연 관심이 일어난다는 상태와 같이 극히 실존적인 성격을 가진 정치적 무관심이 있다. 그것이 '실존적 무관심'이라 불리는 성질의 것이다.
오늘날 사회에는 여러 가지 것이 우리들의 관심을 이끈다. 따라서 직업적인 정치가가 아닌 한 우리는 24시간 중 항상 정치에 대해서 높은 관심을 지속시키고 있을 수는 없다. 정치에 대한 관심만을 특히 강하게 지속시키려는 국가는 왕왕 전체주의적 경향을 보인다. '전체주의(全體主義)' 국가에서는 정부와의 협력과 충성을 여러 가지 수단으로 인민에게 불어넣지 않으면 존속(存續)의 기초가 위협당하기 때문에 정치적 관심의 유무를 따질 것 없이 보지(保持)시키지 않으면 안 된다. 그러므로 데이비드 리스먼이 지적한 것과 같이 정치적 무관심은 전체주의 체제의 완전한 승리에 있어서 주요한 장애를 일으키는 것이다.
여기에 대해서 민주주의의 사회에서는 생활의 전부가 정치화되는 것이 아니고 다원적인 가치의 추구가 비정치적 영역에서 행하여질 수 있다. 그러한 데에서는 사회의 기초를 이루는 기본적 합의·일치 소위 국민적 합의(내셔널 컨센서스, national consensus)가 확고하게 되어 있기 때문에 정치가 잘 되어가고 있다고 하는 신뢰와 안심이 있으므로 정치에 대해서는 무관심으로 있을 수 있다고 하는 경우가 있다. 그 반대로 사회의 기본적 일치와 가치가 위협된다고 생각되었을 때는 이 무관심은 명확한 정치적 관심으로서 등장한다.
즉, 사회의 근본이 위협당하지 않는 한 무관심하게 있을 수 있는 일에 관심을 가지고 있는 것 같은 의식으로서 평상시는 무관심한 것 같으면서 헌법이나 전쟁과 평화의 문제라고 하는 기본적인 정치문제가 쟁점이 될 때에는 강력한 관심과 행동으로 이행(移行)한다고 하는 성격을 가지고 있다. 항상 고도의 정치적 관심을 지속하는 것이 상당한 심리적 부담이 되는 것 같은 현대 사회에서는 필요한 최소한의 정치적 관심과 그리고 반대로 말하면 허용될 수 있는 최대한의 정치적 무관심을 상황에 따라서 표명하는 실존적인 정치에의 관련이 더욱 더 요구되는 것이다.

## 정치적 무관심의 문제점
정치적 무관심이라는 말이 흔히 문제가 되는 경우가 많다. 어떤 사람은 이것을 '투표하지 않는 사람' 또는 '정치에 참가하지 않는 사람'이라는 문제로서 다루고 있으며 어떤 사람은 조사할 때 '모른다' '알 수 없다'고 대답하는 소위 'D. K. 층(Don't Know 층)'의 문제로서 생각하고 다시 그것을 넓혀서 '정치적 무지(政治的無知)'의 문제로 취급하고 있다.
또 다른 논자(論者)는 정치에서 소외되어 있는 인간 혹은 정치의 입장에서 소외감을 가지고 있는 인간에 주목하여 '정치적 소외(政治的疏外)'의 문제에다 초점을 맞추고 있다. 때문에 표현은 다르지만 정치에 대한 '무관심'·'비참가(非參加)'·'무지'·'소외(疏外)' 등은 전부가 대체로 같은 문제의식에서 나온 것이라고 해도 좋다.
그래서 문제가 되는 것은 이런 것의 현상이 실제로는 어떠한 모양 또는 범위로 나타나 있는가, 그러한 것이 나오는 사회적 원인과 주관적 동기는 무엇인가, 그리고 그런 것이 정치와의 관계에서 어떠한 효과 내지 결과를 나타내는가 하는 여러 점이다.

### 정치적 소외
정치적 소외(政治的疏外)란 정치에 대한 무력감·무의미감·불만감·불신감·위화감(違和感) 등으로서 체험되고 정치의 세계에서 자기 현실이 빠져 있다고 하는 좌절감으로도 체험된다. 그러나 문제는 이러한 소외감이 마침내 느낄 수 없을 정도로 소외가 진행하여 정치에서 은퇴해 버린다든가 정치에 대해서 무관심이 되어 버리는 일이 있다. 그 경우에는 정치적 은퇴와 무관심은 정치적 소외의 결과이며 동시에 또 그 표현이기도 하다.
물론 정치적 효과를 합리적으로 판단해서 정치에서 은퇴하든지 무관심이 되는 경우에는 정치적 소외가 아니니까 정치적 은퇴와 무관심에는 정치적 소외로서 매듭져 버릴 수가 없는 것도 있다. 기권자나 정치참가를 하지 않는 사람에게도 동일하다. 그 사람들 가운데도 이성적 판단에서 기권하든가 정치에 참가하지 않는 사람도 있으므로 그 전부가 정치적으로 소외된 사람이라고 볼 수만은 없다.

### 정치적 무지
정치적 무지(政治的無知)와 정치적 무관심 및 정치적 비참가(非參加)의 사이에는 상관관계가 있다. '관심이 없으니까 잘 모른다', 그러니까 "행동도 안한다" 라고 말하는 것 같이 이들 사이에는 상호간에 관계가 있다. 그렇지만 이 3자가 모두 정치적 소외의 표현이라고 간단히 말해 버릴 수는 없다.
정치적 무지에 대해서도 로버트 렌(미국의 정치학자)은 여러 가지 주장을 피력하고 있다. 예를 들면 '갈등을 피하기 위한 무지'가 있다. 마르크스주의 이외의 것을 읽으면 도리어 혼란된다고 하며 읽지 않는 공산주의자가 여기에 해당한다. 무지 때문에 심리적 갈등을 피하는 것이다. 다음으로 상대의 좋은 곳을 모르는 편이 상대방에 대해서 도리어 공격적으로 행동해 버릴 수 있으므로 상대를 모르고 또 알려고도 하지 않는 무지가 있다. 카타르시스적(감정을 순화시키기 위해서의) 무지라고 불리는 것이 이것으로서 이 무지는 강렬한 행동이나 참가와 맺어지는 것을 주의하지 않으면 안 된다. 또 사회적 현상유지에 만족하고 있는 사람은 현상변혁적 지향(現狀變革的志向)을 가지고 있는 사람보다는 현상에 대하여 무지로 있을 수 있다. 또한 정치를 일상생활의 직접적 관심사로부터는 인연이 먼 것이라 해서 자신의 개인적인 현상유지를 중요시하는 사람도 정치에 대해서 알려고 하지 않을 것이다. 이것이 '무관심적 무지'라 불리는 것이다.
다음으로 정치적 의견은 때로는 친구 사이를 금이 가게 하는 것으로 그것을 피한다고 하는 무지가 있다. 그것이 '사교화(社交化)를 위한 무지'이다. 또 정치적인 일 때문에 자기를 내세우지 않고 가만히 놔둬 달라는 '사생활화(私生活化)를 위한 무지'도 생각될 수 있다. 이리하여 우리는 정치적 무지와 무관심을 바로 민주주의의 위협이라든가 시민으로서의 태만으로 생각해 버리는 성급함을 경계함과 더불어 그것들이 불건전하고 병적인 형태를 만들 수도 있다는 것을 경고하지 않으면 안 된다.

### 정치적 무관심의 위험성
정치적 무관심의 마이너스면을 강조하는 논자(論者)의 말에 의하면 불참가(不參加)로 인해서 본래 정부가 받아들여 활용하여야 할 국민이 경험이 정부에 의해서 대표되지 않게 되고 따라서 또 지배자는 불참가자의 필요와 이해를 무시해도 상관 없다는 것이 된다. 더욱이 실제문제로서는 이렇게 해서 대표되지 못할 우려가 있는 사람들은 실은 그 이익이 가장 대표될 필요가 있는 사회적 약자와 빈곤자이다. 더욱이 광범한 무관심은 무책임한 지배자를 억제하여 전제(專制)와 권력의 남용에 저항하는 것을 방해한다.
그 위에 정치적 무관심과 정치적 무지와 정치적 불참가와의 사이에는 이미 본 바와 같이 자칫하면 일종의 악순환의 관계가 있다. 그 반대로 정치적 참가에로 유도당한 사람은 그것 때문에 정치적 학습의 기회를 많이 하고 정치적 책임의식을 깊게 하여 자기의 정치적 효율에 대하여 차츰 자신을 가지게 된다. 그런데 정치적 무관심이 어떠한 동기로 관심이나 행동에 전환될 경우에 때때로 '단락형(短絡型)'의 정치 활동이 되어서 극단적인 형태로 폭발하는 일이 있다. 따라서 무관심을 방치하는 것은 폭발의 가능성을 항상 안고 있다고도 할 수 있다.

## 정치적 무관심과 민주주의
정치적 무관심과 그에 따른 정치불참가(政治不參加)가 민주주의에 있어서는 위험한 것일까. 그것은 대체 어느 만큼의 정도에서 그렇게 되는 것일까. 그것은 모든 시민이 활발하게 참가하는 민주주의라는 것은 민주주의의 이상이기는 하나 역사적인 현실로서는 있을 수 없는 일이 아닌가 하고 생각되기 때문이다. 로버트 달이 지적한 바에 의하면 직접민주제도(直接民主制度)의 전형이라고 말할 수 있는 그리스의 도시국가(都市國家)에 의한 민주주의의 경우와 아테네에 대하여 아리스토텔레스(기원전 384년-기원전 322년 ：그리스의 철학자)가 말한 바와 같이 시민의 의회참가는 반드시 만족할 만한 상태는 아니고 출석을 재촉하기 위해서는 일당이 지급되었다고 하는 것으로서 더욱이 그 액수가 점점 뛰어오르지 않으면 안 되었다고 하는 것이다.
또 미국 민주주의의 원형이라고 말하여지고 있는 개척시대의 부락회의(타운 미팅)에서도, 예를 들면 뉴 잉글랜드의 경우에는 불참가를 방지하기 위하여 결석자에게는 벌금을 부과시켰다고 하는 기록이 남아 있고, 또 처음에는 주 1회 열리던 것이 다음에는 월 1회 개최되었고 더욱 그것이 연기되어서 마침내는 대의제적인 것으로 이행한다고 하는 경과를 나타내고 있다. 그래서 아무리 민주주의의 원형과 전형이라고 말할 수 있는 것이라 해도 거기에 있어서 이미 어느 정도의 무관심과 불참가의 정도가 커지는 것은 어쩔 수 없는 것이 아닌가 생각된다. 더구나 어느 일정한 시대에 놓인 어느 나라의 선거를 쭉 조사해 보면 정치참가도(政治參加度)는 상당히 일정한 경향을 보여주고 있으며, 선거 때의 변동도 그렇게 크지 않은 것이 지적되어 있다. 그것은 참가도와 관심도가 정치문제가 어떠하고 상황이 어떻다고 하는 요소 이외에 보다 항상적인 사회적 요소나 심리적인 요소가 강력히 작용하고 있다는 것을 추정케 한다.

## 정치적 관심과 민주주의
너무 높은 정치관심과 확고한 신념을 가지고 있는 사람은 설득으로도 의견을 바꾸는 일이 적다. 극단적으로 높은 관심은 때때로 극단적인 당파성으로 바뀌게 되며 극단적인 당파심은 극단적인 열광주의(熱狂主義)나 십자군적 발상(十字軍的發想)에 빠지기 쉬우며 그러한 정신상태의 사람이 사회에 많아지면 반대로 민주주의의 과정이 파괴될 우려가 생긴다.
민주주의의 정치과정에는 정치적 타협이 항상 필요하나, 정치적 타협이 오늘에 와서는 엄밀한 전망과 이해계산(利害計算)에 기초를 두는 것보다는 오히려 무관심의 탓으로 용이하게 되는 일이 많다. 정치에 대하여 관심이 낮기 때문에 도리어 많은 정치문제가 부드럽게 해결되어 간다고 할 수도 있겠다. '전체주의'적 체제에 있어서는 사회조사에 나타난 정치적 지식의 도와 투표율 등은 보통 민주주의국에 비하면 훨씬 높다. 그러므로 강제(强制)된 과잉관심은 반드시 민주주의에 있어서 플러스라고는 하지 못하고 오히려 전체주의 국가의 하나의 특징을 이루는 고도의 정치화의 한 증상이라고 말할 수도 있다.

## 정치적 관심의 강제(强制)
민주주의가 세론(世論)이나 동의에 의한 정치라고 하기 위해서는 세론형성에의 참가나 동의의 표현은 민주주의를 주권재민(主權在民)이라고 하는 데 있어 불가결하다고 말할 수 있으나 그렇다고 해서 무관심파(無關心派)를 강제로 참가시키는 것이 과연 얼마만큼의 의미가 있을까. 정치에 대해서 무지하고 또 관심을 갖지 않는 사람들을 어느 정도 작위적(作爲的)으로 참가하게 했다고 해도 자기와 사회의 이익을 정확히 잡는 것도 아니고 민주주의의 기본적인 원칙에 숙지(熟知)하고 있는 것도 아닐 것이므로 선전의 희생이 되기 쉽고 도리어 불필요한 혼란을 초래하는 것이 아닌가 생각된다.
그렇다면, '무책임한 정치참가보다는 무관심의 편이 낫다'라고 할 수 있는 경우가 있을 수 있다. 무관심층(無關心層)은 보통은 보수적인 입장의 동조자이든가 아니면 현상유지에의 무의식적인 협력자로서의 정치적 역할을 한다. 무관심에 있어서는 현상변혁적 지향(現狀變革的志向)이 나올 여지가 없고 그 당시의 지배적 세력에 포괄적으로 정치적 운명을 맡기는 모양으로 된다. 그래서 무관심층이 관지(關知)하지 않는 곳에서 정권의 교체가 이루어졌다고 해도 새로이 교체된 정권담당자의 정책이나 결정은 사회적 긴장이나 반대 없이 받아들여지게 될 것이다. 그러므로 무관심은 정치적 완화제로서 정치체제의 보수(保守)에 역할하는 면이 있으나 지나치게 흥하면 민주주의적 정치체제의 주의(主義) 그 자체를 무너뜨려 버릴 뿐이다. 따라서 무관심은 이 2면성(二面性)에 있어서 파악되지 않으면 안 된다.

## 같이 보기
- 비정치주의
- 나치가 그들을 덮쳤을 때
- 포퓰리즘
- 기권 (선거)
- 아노미
- 기권표
- 소외
- 사표